# Середньовічний Переяславль
Середньові́чний Переяславль був важливим політичним, релігійним та торгово-ремісничим центром давньої Русі. Засноване в кініці X ст., вже за часів правління Ярослава Мудрого місто стало столицею власного удільного князівства, яке відігравало роль південного форпосту на шляху набігів кочівників на Київ. Згідно Никонівського літопису саме тут до 1037 р. знаходилась резиденція руських православних митрополитів.
Не дивлячись на піднесення в XI ст., його розвиток зупинився в часи роздробленності й остаточно місто було зруйноване в 1239 р. під час ординської навали. Відтоді давній Переяславль хоч і продовжив існування, але повністю занепав перетворившись на невелике сільське поселення. Подальше відроження в якості регіонального, культурного та релігійного центра відбулось лише в XVI-XVII ст.

## Історія
Перша літописна згадка про давній Переяславль у договорі Олега з греками сягає ще 907 року, проте нині історики відкидають можливість існування міста в ті часи через брак археологічних та письменних доказів. Найімовірніше місто було засноване в кінці X ст. Щодо заснування міста та походження назви «Повість минулих літ» подає легенду про Кожум’яку (Кирила, Микиту, Яна), але нині вона також не вважається історичною:
Через вдалість свого розташування, місто почало стрімко розвиватись. Наприкінці 1080-х рр. з ініціативи єпископа (митрополита) Єфрема місто набуло свого кам'яного фасаду в єпископській частині дитинця. Саме тоді тут був добудований один з найвеличніших храмів давньої Русі — Михайлівський собор. Зі стрімким розвитком, місто швидко вийшло за межі дитинця, і на додаток до нього Переяславль обзавівся окольний містом та передгороддям які разом становили 123–125 га. А його чисельність населення досягла 11-11,5 тис. чол. Проте вже в 30-40-ві рр. ХІІ ст. розпочинається занепад Переяславля. Хоча саме в цей час були збудовані укріплення окольного граду, проте площа міста значно зменшується, і становить всього 20–25 га.
В березні 1239 р. місто було спустошене та зруйноване військами хана Батия. На відміну від Києва та Чернігова, тут розмістилась татарська залога яка унеможливлювала повноцінне відродження міста. Колишнє удільне переяславське князівство перестало існувати, а його землі разом зі столицею були включені в нову адміністративну одиницю — Сарайську тьму. Приблизно тоді ж кафедра переяславської єпархії була перенесена до ставки хана в Сарай-Берке. Її очільником став призначений митрополитом Кирилом єпископ Феогност. З того моменту місто, хоч і частково заселене, повністю занепадає.
Відродження Переяслава фактично розпочалось 6 березня 1585 р., коли король Стефан Баторій надав князю та воєводі київському Костянтину Острозькому привілей "на осажнование мъста Переяславля". За цією грамотою князь мав право "вь томъ то Переяславлю замокъ збудовати". Відновлене місто отримало магдебурзьке право і власний герб, підтверджені потім грамотою Сигізмунда III в 1620 р.

## Міський поділ
Переяславль княжої доби мав типову дводільну структуру та поділявся на центральну укріплену частину — дитинець та окольний град. Останній прилягав до дитинця з півночі та відділявся ровом 10-12 м та глибиною до 8 м, і заповнювався водою з р. Трубіж. Водночас окрім вищезгаданих міських дільниць, в 1151 р. літопис згадує про спалення під час військових дій і третьої маловідомої частини — «передгороддя». Імовірно що їх було декілька.

### Дитинець
Дитинець був найдавнішою та найукріпленішою частиною міста. Воно було оточено потужними стінами, валами та ровами. З півночі та півдня Переяславль мав двоє воріт: Єпископські та Княжі відповідно до основних дільниць на які він поділявся. Між ними розташовувався ще третій двір, який належав впливовому переяславльському боярину Ратибору. 
Не дивлячись на те що дитинець був зруйнований після ординської навали та залишався малозаселеним, його міська сітка збереглась та була основою в місті аж до кінця XVIII ст. А оборонні укріплення стали основою майбутньої переяславської фортеці.
Більша частина дитинця була збудована з дерева, проте завдяки масштабним перебудовам в другій половині XI ст. він частково був перебудований в камені, завдяки чому більша частина пам'яток збереглась у вигляді руїн та фундаментів.

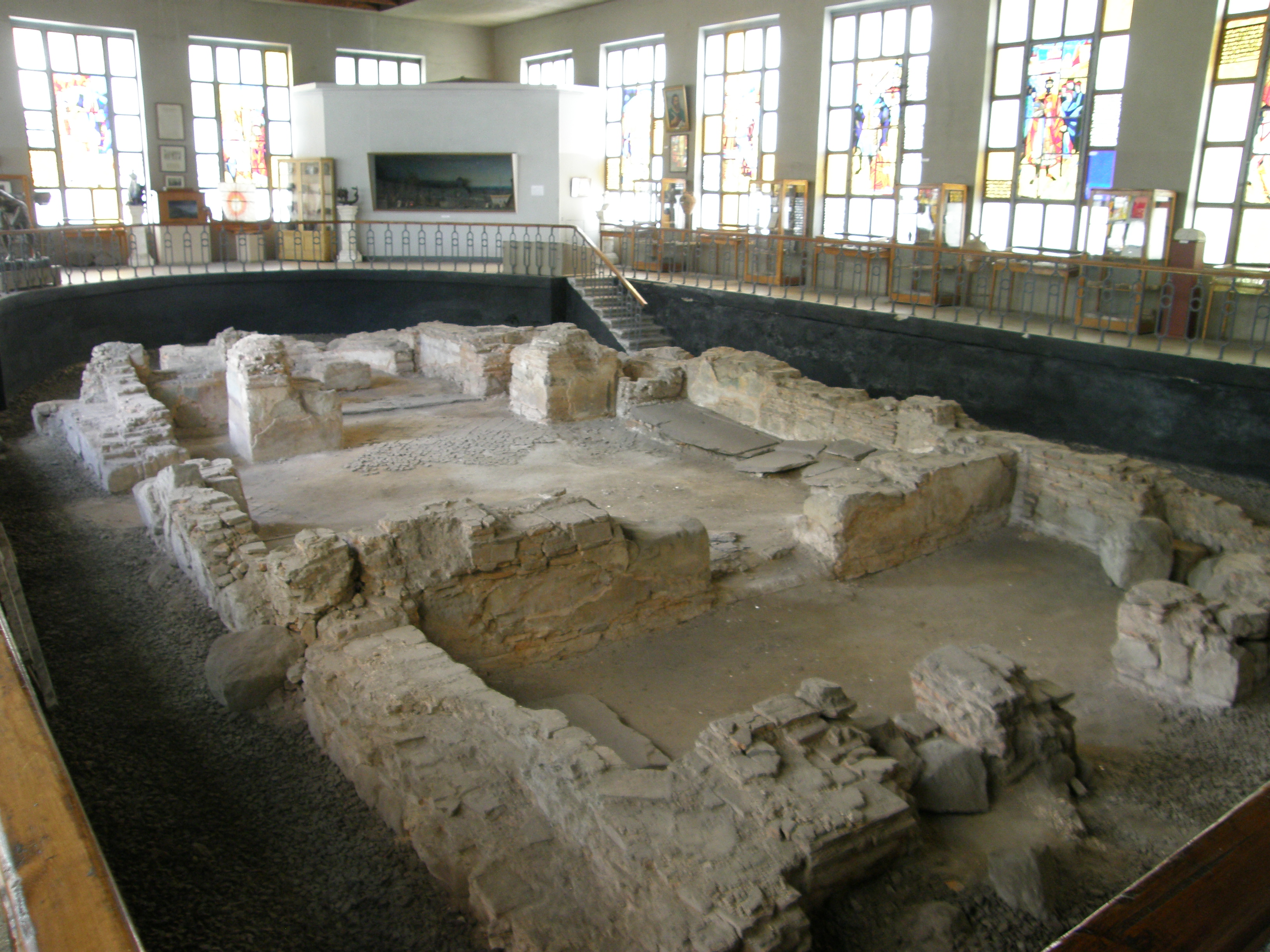
Залишки Спаської церкви XI ст.

### Окольне місто
Окольне місто прилягало до дитинця з півночі. В ньому містилася частина дворів феодальної верхівки та численні ремісничо-торгівельні квартали. Згідно літописних свідчень його укріплення були збудовані між серпнем 1136 р. та січнем 1142 р. за ініціативою переяславського князя Андрія Володимировича Доброго. Конструктивно вони відрізнялись від укріплень дитинця, маючи в основі лицевої сторони валу невисокий дубовий зруб лише з кількох колод. Зверху валу знаходились дерев’яні конструкції у вигляді стіни-частоколу.
“Окольне місто” Переяславля мало троє воріт — Альтицькі, Київські та Кузнечі, останні з яких засвідчені в літописах. Місця розташування Альтицьких та Київських воріт фіксуються, відповідно, за розташуванням Альтицької та Київської брам XVII-XVIII ст. Кузнечі ворота знаходились у тій ділянці укріплень “окольного міста”, що прилягала до укріплень дитинця на правому березі р. Трубіж, нижче місця з’єднання двох рукавів цієї ріки. Архітектурним центором окольного граду був центральний майдан. З обох сторін якого розташовувались два монастирських комплекси. Монастирський собор Воскресіння Христового було збудовано між травнем 1124 р. та квітнем 1132 р. князем Ярополком Володимировичем. Залишки храму виявлено і досліджено археологічно. 
Розкопки на невисокому горбі на Крім двох археологічно досліджених культових споруд (церкви Спаса та Воскресіння) на території “окольного міста” Переяславля були й інші церкви – кам’яні та дерев’яні. Щодо рядової забудови, то археологічно досліджені як залишки нижніх (підвальних) приміщень — підклітів багатих боярських садиб, так і залишки жител рядових мешканців (всього 65 споруд).